# 拉利夫卡
49°30′29″N 23°14′59″E / 49.50806°N 23.24972°E

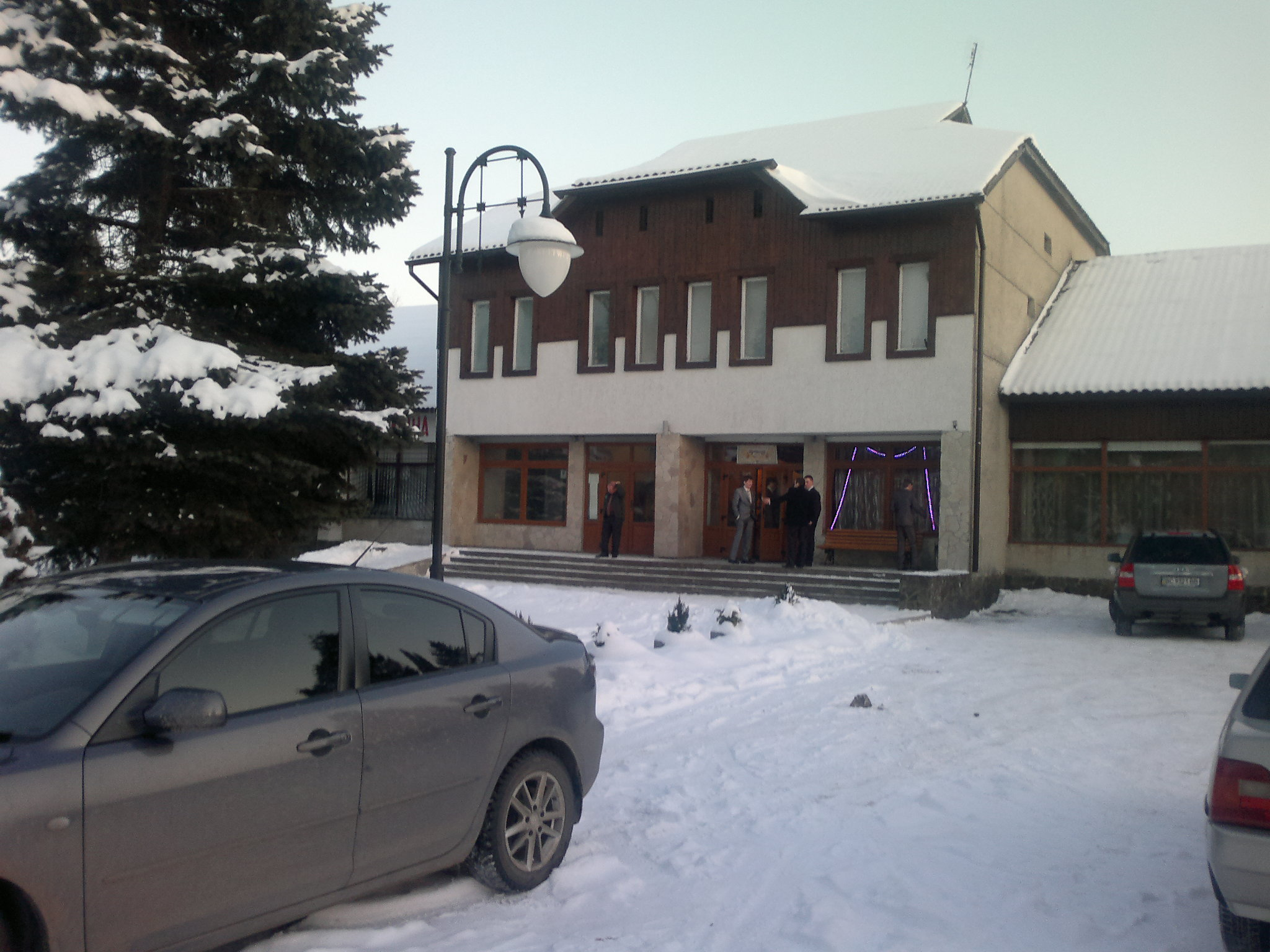
村里的宴会厅

拉利夫卡（烏克蘭語：Ралівка），是烏克蘭西部利沃夫州桑比爾區拉利夫卡市镇内的村庄及其行政中心。始建於1375年，面積10.55平方公里，海拔高度288米，2021年人口4,649，人口密度每平方公里384.64人。